# 데인자
플로이드 너새니얼 힐스(Floyd Nathaniel Hills, 1982년 2월 22일 ~ )는 예명 데인자(Danja)로 잘 알려진 미국의 음악 프로듀서이다.